# 张璐 (足球运动员)
张璐（1987年8月23日—），中国足球运动员，司职中场，现效力于上海绿地申花。

## 职业生涯
在2010年3月10日进行的亚足联冠军联赛客场对阵大阪钢巴的比赛中，张璐为河南建业打进首粒亚洲赛场入球，帮助球队客场1-1战平对手。
2014年12月20日，张璐转会加盟上海绿地申花。
2019年4月7日，张璐为申花打入锁定胜局的一球，帮助申花5-1战胜人和，这粒进球颇具历史意义，它是申花联赛历史上第1000粒进球，张璐也成为了为申花打入第1000粒进球的球员。